# Волошина Валентина Яківна
Валенти́на Я́ківна Воло́шина (5 травня 1940, Степанівка — 10 грудня 2003, Вінниця) — вчена-педагог, кандидат педагогічних наук (1974), професор (2000) Вінницького державного педагогічного університету імені Михайла Коцюбинського, відмінник народної освіти УРСР (1986).

## Біографія
Народилася 5 травня 1940 року в Степанівці Вінницького району Вінницької області у багатодітній сім'ї. З 1947 по 1954 рік навчалася у Степанівській середній школі.
З 1955 по 1958 рік навчалася у Немирівському педагогічному училищі. З 1958 по 1959 рік працювала вчителькою початкових класів Жабелівської початкової школи, а з 1959 по 1961 — Степанівської середньої школи.
З 1961 по 1965 рік навчалася на факультеті підготовки вчителів початкових класів Вінницького державного педагогічного інституту, там же залишилися працювати асистенткою кафедри педагогіки і методики початкового навчання.
З 1970 по 1973 рік була аспіранткою Науково-дослідного інституту педагогіки. З 1973 по 1974 рік — молодшим науковим співробітником НДІ педагогіки. У 1974 році захистила кандидатську дисертацію на тему «Проблеми теорії та методики початкового навчання в педагогічній спадщині Т.  Г. Лубенця», науковим керівником був — О. Г. Дзеверін.
У жовтні 1974 року почала працювати старшим викладачем кафедри педагогіки ВДПІ. Водночас з 1976 по 1978 рік виконувала обов'язки завідувача кафедри педагогіки. 30 січня 1980 року рішенням ради університету обрана на посаду доцента кафедри педагогіки. З грудня 1981 року — декан факультету підготовки вчителів початкових класів ВДПІ. З 1986 року — доцент кафедри педагогіки і методики початкового навчання.
З вересня 1995 по серпень 1996 року виконувала обов'язки завідувача кафедри педагогіки і методики початкового навчання. У 2000 році присвоєно звання професора ВДПУ.
Померла 10 грудня 2003 року у Вінниці. Похована у Степанівці.

### Особистість та родина
Батько — Яків Васильович, мати — Афія Степанівна. Сестри — Ксенія, Олена, Ганна, брат — Микола.
Чоловік — Володимир Васильович. Доньки: Волошина Оксана Володимирівна — кандидат філологічних наук, Волошина Ольга Володимирівна — кандидат педагогічних наук. Онучка — Асія.
Про Валентину Яківну Волошину згадують як про «жінку з вишуканим смаком, відомого науковця, умілого організатора, турботливу матір для тисяч студентів, мудру, виважену, скромну, людяну».

## Науково-освітня робота
Викладала курси «Історія педагогіки», «Актуальні проблеми зарубіжної школи»; керувала курсовими, дипломними і магістерськими роботами, педагогічною практикою студентів. Активно долучалася до художньої самодіяльності, зокрема разом з викладачами К. Л. Дабіжею та М. В. Вацьо.
Авторка монографії «Педагогічна і освітня діяльність Т. Г. Лубенця» (1999), а також понад 30 статей у фахових виданнях України. Брала активну участь у підготовці та проведенні науково-педагогічних конференцій, педагогічних читань, присвячених В. О. Сухомлинському, була членом Української асоціації імені В. О.Сухомлинського. Студентські наукові роботи, виконані під її керівництвом, перемагали у Всеукраїнському конкурсі «Ідеї Василя Сухомлинського у ХХІ столітті».
Також досліджувала освітню діяльність М. С. Грушевського, О. В. Духновича,  І.Огієнка, С. Ф. Русової, Г. С. Сковороди, К. Д. Ушинського, Т. Г. Шевченка та інших.
Авторка розділів та статей у виданнях:
- Педагогічні ідеї К. Д. Ушинського. — К.: Вища школа, 1974. (Розділ «К. Д. Ушинський і Т. Г. Лубенець»);
- Библиографический словарь отечественных педагогов и деятелей просвещения. — М.: Педагогика, 1987. (Бібліографічна довідка  «Тимофей Григорьевич Лубенец (1855—1936)»);
- Антология педагогической мысли Украинской ССР. — М.: Педагогика, 1988. (Розділ «Тарас Григорьевич Шевченко»);
- Педагогическая энциклопедия. — М.: Педагогика, 1990. (Стаття «Тимофей Григорьевич Лубенец»);
- Розвиток народної освіти і педагогічної думки на Україні (нариси). — К.: Радянська школа, 1991. (Розділ «Освіта і педагогічна думка на Україні у період розкладу і кризи феодально-кріпосницької системи та розвитку капіталізму (XIX ст.)»).[1][2]

## Нагороди
- Почесна грамота Міністерства освіти і науки;
- Почесна грамота Вінницької облдержадміністрації;
- Грамота АПНУ — «за значний внесок в розвиток вітчизняної науки»;
- Відмінник народної освіти УРСР (1986);
- Заслужений працівник ВДПУ (2002);
- Почесний працівник ВДПУ (2004, посмертно)[1].

## Вшанування
- У 2004 році в пам'ять про вчену були започатковані регіональні педагогічні читання «Реалізація ідей В. О. Сухомлинського в практиці роботи сучасної початкової школи»[1].
- У 2019 році факультету дошкільної, початкової освіти та мистецтв (нині факультет дошкільної і початкової освіти) ВДПУ ім. М. Коцюбинського присвоєно ім'я Валентини Волошиної[3].